# MeloManics
MeloManics is een Noord-Hollandse electro-rockband, die werd opgericht in 1999 in Heerhugowaard. De oorspronkelijke bezetting bestond uit Ben Olgers (drums), Jeroen Joosten (toetsen, sampler, sequencer) en Frank Boekel (gitaar). In deze bezetting werden 2 ep's gemaakt: 'A Flight to the D/A-confusion' in 1999 en 'Enter Password' in 2001, waarbij de stijl zich kenmerkte door een zeer dansbare mix van elektronica en rock. De grootste invloed bestond uit elektronische acts als Kraftwerk, Devo, Daft Punk en New Order en rockbands als Red Hot Chili Peppers en Faith No More. Langzamerhand begonnen ze de podia te veroveren met hun liveshow, immer gestoken in stijlvolle kostuums. De eerste tijd met pak en stropdas, later in witte overalls.
In 2002 zette gitarist Frank Boekel een punt achter de band en werd gitarist Guido Schuurman (uit de formatie 'Once') toegevoegd. In deze nieuwe bezetting werd in 2003 de ep 'From The Factory' uitgebracht, die op veel positieve recensies in de pers kon rekenen. Opvallend detail hiervan was een cover van Bob Marley's 'Could You Be Loved', die speciaal gemaakt werd voor een Bob Marley tribute-avond. Tijdens een modeshow in Parijs, waar de MeloManics de show ondersteunden met muziek, ontmoetten ze Jeroen Theunissen. Deze modeontwerper bood aan om nieuwe pakken te ontwerpen voor de liveshows en dit werden de rode pakken waar nog steeds in opgetreden wordt.
In 2004 werd begonnen met de opnames van nieuwe nummers, die een nieuwe richting kregen. De reeds bestaande invloeden werden uitgebreid met bands als LCD Soundsystem, !!!, Zoot Woman, The Rapture en N.E.R.D. Er kwam meer zang aan te pas, de songstructuren werden melodischer en de songs werden volwassener. Hoogtepunt dat jaar was een 2e plek tijdens de finale van de Grote prijs van Nederland in de Amsterdamse Melkweg. Op de GPVN verzamel-cd verscheen een remix van 'Fashion', die eerder uitkwam op 'From The Factory'.
In juni 2005 kwam de Parkpop ep uit, bestaande uit 3 nummers: 'WYSIWYL', 'My Style' en de eerder verschenen 'Fashion' remix. Van deze ep werden 1000 exemplaren uitgedeeld tijdens het optreden op het Parkpopfestival in Den Haag op 26 juni 2005. De ep werd enthousiast ontvangen door publiek en pers. Eind 2005 werden een aantal optredens afgezegd wegens een ziekenhuisopname van toetsenist Jeroen Joosten.
2006 was vooral het jaar van veel (grote) optredens: Mysteryland, 5 Days Off (Paradiso), Bevrijdingsfestival Amsterdam en Bevrijdingspop Haarlem, Dommelsch Locals Only tour, Het Paard (Den Haag), Nighttown (Rotterdam) en veel kleinere podia door het gehele land verspreid. Verder werd er doorgewerkt aan de langverwachte cd, die medio 2007 moest gaan verschijnen.
Eind 2006 verscheen de 'WYSIWYL EP, met hierop 3 nieuwe nummers en een remix. De maxisingle verscheen op wit vinyl op het Amsterdamse Blacklabel van dj Kid Goesting. Begin 2007 werd de laatste hand gelegd aan het eerste volledige album, getiteld 'The Grey Light', dat verschenen is op 17 mei 2007.
Op het Nederlandse muziekfestival Lowlands 2007 speelden de Melomanics in de India. Tijdens dit optreden ging echter een van de effecten van Guido Schuurman kapot, De andere bandleden probeerden dit op te vangen met een kleine jam. Dit duurde zo lang dat uiteindelijk de Melomanics maar 4 nummers hebben kunnen spelen.
Per 21 januari 2009 is de Helderse Hans Groen de nieuwe drummer van de MeloManics. Hij verving Ben Olgers die zich wilde richten op andere uitdagingen. Ben Olgers, ook wel Ben-E-Beat genoemd, speelde 24 januari 2009 voor het laatst mee met de MeloManics in de Xinix in Nieuwendijk.

## Bandleden
- Hans Groen - drums
- Jeroen Joosten - toetsen, sampler, sequencer, vocalen
- Guido Schuurman - gitaren, vocalen

## Voormalig bandleden
- Ben Olgers (1999 - 2008)
- Jeroen Joosten (1999-2010)

## Discografie
| Titel                         | Uitgave |
| ----------------------------- | ------- |
| A Flight To The D/A-Confusion | 1999    |
| Enter Password                | 2001    |
| From The Factory              | 2003    |
| Parkpop EP                    | 2005    |
| WYSIWYL EP                    | 2006    |
| The Grey Light                | 2007    |